# Вернер Музенберг
Вернер Музенберг (нім. Werner Musenberg; 24 вересня 1906, Берлін — 3 січня 1976) — німецький офіцер-підводник, капітан-цур-зее крігсмаріне.

## Біографія
1 квітня 1925 року вступив на флот. З 5 квітня 1936 року — командир ескортного корабля F4. З липня 1937 року — керівник кадрового відділу штабу 2-го адмірала Балтійського моря. З 30 червня 1941 по 2 січня 1942 року пройшов курс підводника. З 16 травня  1942 по 4 січня 1944 року — командир підводного човна U-180, на якому здійснив 1 похід (9 лютого — 3 липня 1943) і потопив 2 кораблі загальною водотоннажністю 13 298 тонн.
| Дата           | Назва корабля | Тип             | Тоннаж | Вантаж                                                                       | Екіпаж | Загинули | Країна             |
| -------------- | ------------- | --------------- | ------ | ---------------------------------------------------------------------------- | ------ | -------- | ------------------ |
| 18 квітня 1943 | Corbis        | Тепловий танкер | 8,132  | 13 100 тонн дизельного і 50 тонн авіаційного палива                          | 60     | 50       | Британська імперія |
| 3 червня 1943  | Boris         |                 | 5,166  | 2975 тонн генеральних вантажів, включаючи боксити, рицину та деревину тополі | 37     | 0        | Королівство Греція |

З 5 січня 1944 року — офіцер зв'язку при ОКВ. З квітня 1944 року — будівельний керівник морського професійного училища в Крумпендорфі. З серпня 1944 року — керівник допоміжного штабу при командуванні K-Verbände. З березня 1945 року — офіцер зв'язку командування K-Verbände при управлінні морської війни ОКМ. В травні 1945 року взятий в полон британськими військами. 15 березня 1946 року звільнений.

## Звання
- Кандидат в офіцери (1 квітня 1925)
- Морський кадет (16 листопада 1925)
- Фенріх-цур-зее (1 квітня 1927)
- Оберфенріх-цур-зее (1 червня 1928)
- Лейтенант-цур-зее (1 жовтня 1929)
- Оберлейтенант-цур-зее (1 липня 1931)
- Капітан-лейтенант (1 жовтня 1935)
- Корветтен-капітан (1 листопада 1939)
- Фрегаттен-капітан (1 вересня 1943)
- Капітан-цур-зее (1 квітня 1945)

## Нагороди
- Медаль «За вислугу років у Вермахті» 4-го і 3-го класу (12 років)
- Залізний хрест
  - 2-го класу (3 липня 1943)
  - 1-го класу (4 липня 1943)
- Нагрудний знак підводника (4 липня 1943)